# Le p'tit train de Saint-Trojan
Le p’tit train de Saint-Trojan est un chemin de fer touristique créé en 1963 sur l’île d'Oléron, il circule d’avril à octobre sur une ligne de chemin de fer de 6 km, voie étroite type Decauville à écartement de 60 cm, entre les gares terminus de Saint-Trojan-les-Bains et Maumusson. Les convois sont tirés par des locotracteurs diesel.
De 2010 à 2011, le gazole fut remplacé par de l'huile de friture fournie par « Roule ma frite 17 », une association locale de recyclage
Cette ligne n'a pas de rapport avec l'ancien chemin de fer de l'île d'Oléron ayant circulé entre Saint-Trojan et Saint-Denis de 1904 à 1935, qui était à écartement métrique.

## Histoire de la ligne
Le P'tit Train de Saint-Trojan fut fondé en 1963 par le Docteur Pol Gala et son cousin Monsieur Albert Murat. À l'origine, la construction de la ligne avait pour but de reconstituer le chemin de fer de la forêt de Royan, démantelé quelques années auparavant. Le service débuta au 1er juillet 1963, et reliait, à l'époque, l'actuelle gare de Saint-Trojan à la petite gare de Gatseau, située le long de la plage du même nom. La ligne connaissant un vif succès, elle fut prolongée, en 1965, vers les dunes de la côte sauvage, situées à l'ouest de l'île. Ce prolongement porta ainsi la longueur de la ligne à 7 km. Cependant, à cause d'une forte érosion, la dune ne tardera pas à se désagréger, ce qui fera reculer l'emplacement de la gare de près de 40 m en 1966. L'érosion se poursuivant les années suivantes, il faudra reconstruire la gare 22 fois de 1965 à 2011. D'autre part, il sera décidé, en 1980, de modifier légèrement le parcours sur la côte ouest, qui aura pour but de fixer définitivement la gare sur les hautes dunes à l'abri des assauts de l'océan. Cette modification aura pour conséquence une réduction de 800 m de la ligne. Cependant, cette situation ne sera que provisoire, et sera finalement rendue obsolète par la tempête de 1999, qui fera reculer encore l'emplacement de la gare de près de 50 m. Enfin, l'érosion importante ayant cours depuis 2000, elle a finalement fait reculer le front des dunes de 150 m, ce qui porte la longueur de la ligne à 6 km.

## Matériel ferroviaire

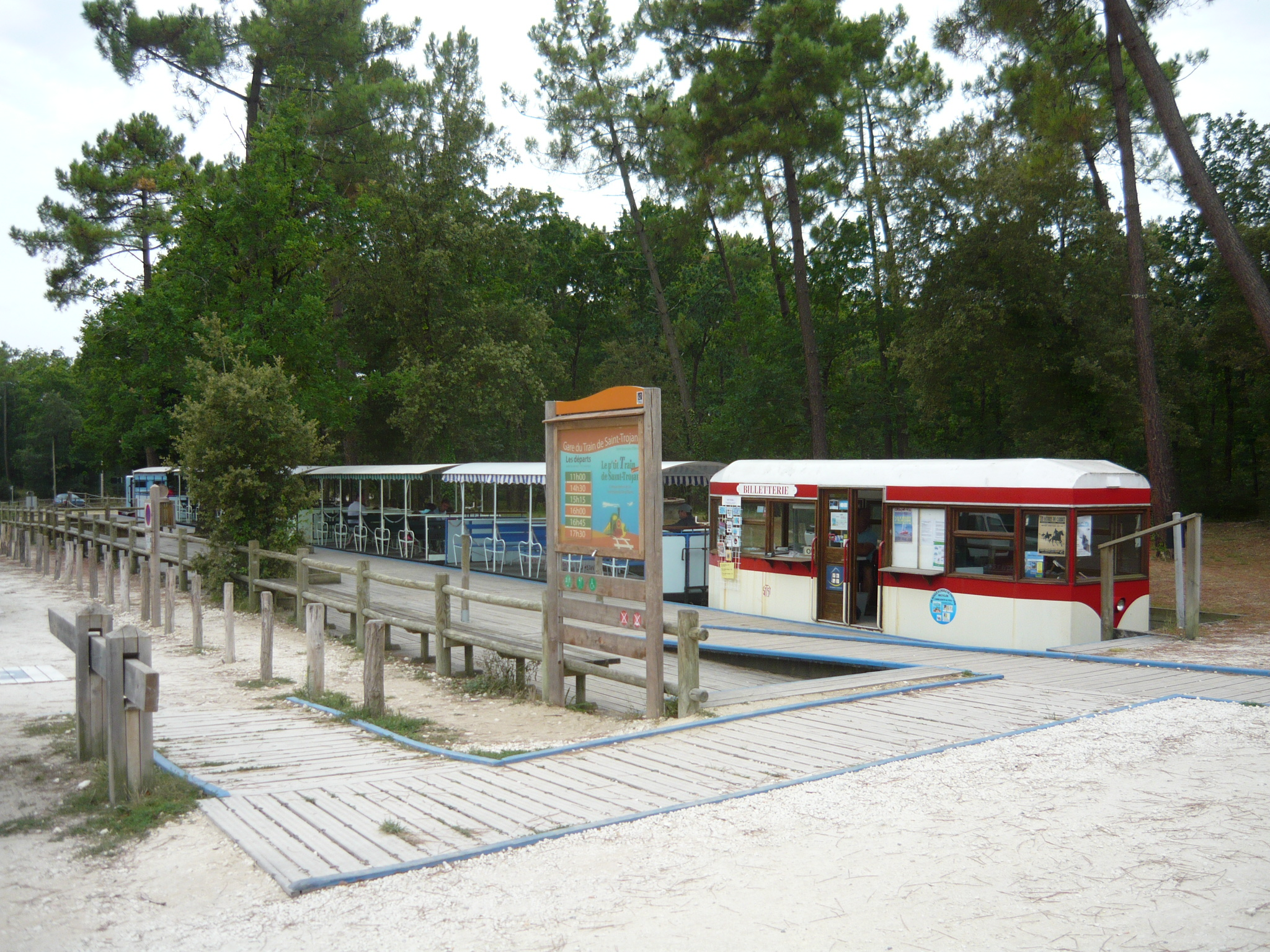
Le quai de départ du train à Saint-Trojan-les-Bains, avec la billetterie sur roue à droite.

Le P'tit train de Saint-Trojan utilisa dès 1963 trois petits locotracteurs Deutz de type OMZ 117 (25 CV), suivis de deux locotracteurs Ruston 44 CV. Ceux-ci ont assuré l'ensemble des trains voyageurs jusqu'à la fin des années 1970, où ils ont été rejoints par quatre locotracteurs Billard T75D, numérotés de 6 à 9. Progressivement, ces derniers ont pris une place de plus en plus grande au sein du réseau, si bien qu'ils sont, depuis la fin des années 1990, les seuls locotracteurs attelés aux trains de voyageurs. Un cinquième Billard a même rejoint le réseau en 2000. Enfin, il faut noter l'arrivée de deux locotracteurs Faur (produits en Roumanie), qui n'ont jamais circulé, à cause de leur gabarit, et devraient être vendus dans les années à venir. On peut résumer l'utilisation des locotracteurs de la manière suivante :
- le Deutz n°1 est attelé à la rame d'intervention incendie ;
- le Deutz n°2 sert généralement à tracter la voiture-bar, attelée en gare de Maumusson l'été ;
- le Deutz n°3 et le Ruston n°4 ne sont plus en service, et ont été disposés de part et d'autre du pont reliant Oléron au continent ;
- le Ruston n°5 est généralement attelé au train de travaux, du fait de son gabarit étroit ;
- les Billards T75D n°6 à 10 sont utilisés pour tracter les trains de voyageurs. De 2010 à 2011, le moteur du Billard n°7 fut alimenté à l'huile de friture usagée;
- les locotracteurs Faur LH 18, aux nombres de 2, devraient être vendus dans les prochaines années.

En ce qui concerne les voitures utilisés, il faut citer les voitures KE, répliques des voitures de l'ancien chemin de fer de la forêt de Royan, les voitures multiservices, destinées en pareeticulier aux personnes à mobilité réduites, ainsi que les voitures « prestiges », fermées et plus modernes que les deux précédentes. Une voiture-bar est également utilisée, l'été, au terminus de la ligne. D'autre part, une remorque d'autorail XT AT3 a servi de billetterie à la gare de Saint-Trojan, depuis la destruction du guichet par un incendie criminel en juillet 1997 jusqu'en 2010. En 2011, une billetterie sur roues est créée. On peut la voir sur la photo ci-dessus.
Enfin, il faut citer l'arrivée d'une locomotive vapeur 040T « Deutsche Feldbahn » Krauss de 1918 au sein de la société au début des années 2000, qui malheureusement n'a pu être utilisée du fait des consignes de sécurité anti-incendie en vigueur dans la forêt de Saint-Trojan. Elle fut revendue en 2014 au Leighton Buzzard Light Railway en Angleterre, pour y être transférée début 2015 après avoir été hébergée quelque temps sur le Chemin de fer Froissy-Dompierre.

## Accès aux personnes à mobilité réduite
Le P'tit Train se distingue par sa possibilité d'accès aux personnes à mobilité réduite, de par les aménagements suivants :
- Chaque train comporte une ou plusieurs voitures « multiservices », dites aussi "mixtes" particulièrement accessible aux personnes en fauteuil roulant ;
- Les quais, à Saint-Trojan, Monplaisir, aux Genêts, à Gatseau et au terminus de Maumusson, ont été rehaussés de manière à rendre possible l'accès au train. De plus, la halte du Prévent dispose également d'un quai surélevé.

Le P'tit train de Saint-Trojan a d'ailleurs obtenu le label « Tourisme et handicap 2010 ».